# قوات العمالقة (اليمن)
قوات العمالقة هي مجموعة ألوية مدرعة يمنية قديمة أسست في السبعينيات إلى جانب ألوية قوات الصاعقة وألوية المظلات في عهد الرئيس المغتال إبراهيم الحمدي، وكان شقيقه عبد الله الحمدي قائد ألوية العمالقة وكانت تعتبر حينها النخبة في القوات المسلحة اليمنية، شاركت القوات في حرب 1994 الأهلية في اليمن في محافظة أبين وقد شكل وجودها في هذه المنطقة درعاً قوياً لصد هجوم ألوية الحزب الاشتراكي اليمني نحو الشمال وشاركت في نزاع صعدة، لم تعد قوات العمالقة متواجدة رسمياً وتم توزيعها في مناطق مختلفة مع مرور الأيام، تتواجد حالياً تحت مسمى اللواء 29 ميكا المتمركز في عمران.

## تاريخ
بعد اغتيال الرئيس إبراهيم الحمدي وشقيقه قائد العمالقة شتتت هذه القوى وتعرضت للأهمال والتهميش خلال أواخر عقد السبعينيات وجرى نقل ما تبقى من ألوية العمالقة من مقرهم في محافظة ذمار إلى السوادية في محافظة البيضاء وعند أندلاع حرب الجبهة، لم يشترك لواء العمالقة في الحرب وتم تحديده لتجنيد مقاتلين من أبناء المناطق الوسطى التي كان يجري فيها التخريب، فعند تنظيف منطقة أو قرية من قرى هذه المناطق كانت سياسة الحكومة لتقييد أهالي هذه المناطق عبر التجنيد حيث كان يجند أحد الافراد عن كل أسرة ويتم ارسالهم للألتحاق بقوات العمالقة المتمركزة في محافظة البيضاء وأستمر التجنيد خمس سنوات حتى حدوث أول تمرد داخلي عام 1984 ضد قيادة اللواء من الافراد المجندين إجبارياً للمطالبة بمنحهم الحقوق والترقيات والرواتب. شارك أفراد هذا اللواء في الحرب العراقية الإيرانية مما أكسبهم خبرة قتالية عالية وأشتهر أفراد هذا اللواء و«لواء العروبة» بالمشاركة في تلك الحرب.

### حرب الإنفصال
عند قيام الوحدة اليمنية في 22 مايو 1990 كان لواء العمالقة أحد الألوية الشمالية التي تم تبادل موقعها مع الألوية الجنوبية.
في 21 أبريل 1994 اتهم حزب المؤتمر الشعبي العام، الجنوبيين، بإرسال قوات من اللواء العشرين الجنوبي، لقطع الإمدادات عن قوات العمالقة، المتمركزة في جنوب اليمن، مما أدى إلى استخدام طائرات عمودية شمالية، في نقل الإمدادات الغذائية والأدوية.
في 5 مايو تعرضت قوات العمالقة في محافظة أبين، لضربات موجعة من اللواء 30، وكتائب من اللواء الخامس المدرع، والميليشيات الحزبية في لواء مدرم، وقصف من القوات البحرية الجنوبية، ويشير الموقف إلى قرب تصفيتها تماماً.
في اليوم الثالث للحرب 7 مايو واصلت قوات العمالقة، في أبين تصديها لهجوم مكثف وشديد في البر والبحر والجو ونقلت للواء تعزيزات من اللواء الثامن صاعقة، واللواء السادس والخمسين، وألوية الوحدة المتمركزة، في مأرب ومكيراس، وتمكنت من الالتحام مع قوات العمالقة في محافظة أبين، لتجتمع تلك القوات، وتشكل معاً قوة ضاربة. وقالت وكالة الأنباء اليمنية سبأ، أن قوات لواء العمالقة، أسقطت أربع طائرات في أبين تتبع الحزب الاشتراكي اليمني.
في 8 مايو صرحت وزارة الدفاع في عدن، أن معارك طاحنة تدور في محافظة أبين «50 كم شرقي عدن»، بين الألوية الجنوبية، التي قدمت من عدن، وحضرموت، ومكيراس، ضد لواء العمالقة الشمالي، المرابط في أبين منذ قيام الوحدة اليمنية، وقالت أن انكسار قوات العمالقة، التي يراوح عددها بين 6 إلى 12 ألف رجل، تحقق بفضل مشاركة لواء الوحدة الجنوبي، ولواء تيسير، واللواء 30، وقوة من اللواء الخامس المدرع، ولواء الميليشيات الشعبية المعروفة باسم لواء مدرم، إضافة إلى القصف الجوي والبحري، والإنزال البحري على ساحل ابين.
في 9 مايو واصلت قوات العمالقة، واللواء الثاني المدرع، واللواء الثامن صاعقة تقدمها، من محافظة أبين، في اتجاه عدن وسط معارك ضاربة.
وفي 11 مايو 1994، حاولت القوات الشمالية، التقدم عبر محور جديد، في منطقة باب المندب، إلاّ أن القوات الجنوبية، أفلحت في وقف تقدم الشماليين. وعلى الرغم من ترديد القيادة الجنوبية، وقتذاك، أنها نجحت، في وقف تقدم الشماليين، وتدمير قوات لواء العمالقة الشمالية، فإن تطورات الصراع المسلح، ظلت تُظهر أن قوات لواء العمالقة مازالت متماسكة وفعالة، بل إن منطقة زنجبار، التي تتمركز فيها تلك القوات، كانت بمثابة الساحة الرئيسية، والمنطقة الوحيدة، التي شهدت مواجهات نظامية واسعة النطاق، طيلة الأسبوع الأول للعمليات، إلاّ أن القوات الجنوبية، أفلحت في 13 مايو، في تحقيق انتصار جزئي، ضد قوات لواء العمالقة، وطردتها من مدينة زنجبار، وأجبرتها على التراجع نحو الشمال الشرقي، مع الاستمرار في مطاردتها، والاستعانة في هذا الشأن بقبائل شبوة، التي دخلت الحرب إلى جانب القيادة الجنوبية.
في 11 مايو شنت القوات الجنوبية هجوماً منسقاً بطائرات عمودية مسلحة، وسلاح المدفعية، والقوات البحرية، ضد مستودعات العمالقة وتحصيناتها، وألحقت بها تدميراً شاملاً، خاصة مخازن الذخيرة، في الكود، وزنجبار، ولودر، في محافظة أبين، وقطعت الاتصالات فيما بينها، في كل من زنجبار، ولودر، وموديه.
في الفترة 14 مايو 15 مايو في حين أعلنت مصادر صنعاء، أنّ طائرات مقاتلة حكومية، استهدفت خلال اليومين الماضيين، وحدات لواء تيسير، المتوجهة إلى أبين، وكبدتها خسائر كبيرة، في المعدات والأفراد، فيما تولت وحدات تابعة للعمالقة، التصدي لما تبقى من هذه القوات، وقوات اللواء 30 الجنوبي، في اشتباكات بين الجانبين، أسفرت عن تدمير 21 دبابة جنوبية، من نوع تي 54، والاستيلاء على ثماني عشر دبابة من نوع تي 62، سوفيتية الصنع، وأربع عربات مدرعة، ومدفع هاوتزر، ومدفع 85 مم، وكمية كبيرة من الأسلحة والذخائر والعتاد. كما نقلت وكالة الأنباء اليمنية عن المصدر نفسه، أن قوات الدفاع الجوي، أسقطت طائرة مقاتلة جنوبية فوق محور أبين.
16 مايو - 17 مايو في زنجبار، دارت معارك عنيفة، وتبادل القصف المدفعي بين الجنوبيين، وقوات العمالقة الشمالية، التي عززت من صنعاء. كما وصل أحمد مساعد حسين «جنوبي»، عضو المكتب السياسي لحزب المؤتمر، ومعه لواء حرس جمهوري إلى منطقة النقبة «عند ملتقى طرق شبوة وحضرموت وعدن» لدعم العمالقة. وصرح العقيد الجائفي، قائد العمالقة، أن قواته باتت على بعد 20 كم من عدن. كما أعلن العقيد على شيخ عمر، محافظ أبين الجديد، أن القوات الشمالية تحكم سيطرتها على محافظة أبين، وأن طلائع قوات العمالقة والصاعقة وصلت على بعد 15 كم، من عدن.
في 19 مايو تمكن لواء العمالقة، واللواء 56، من التقدم إلى نقطة العلم في محور عدن ـ أبين، على مسافة 25 كيلومتراً من العاصمة الجنوبية، وأصبح مطار عدن في مرمى مدفعيتها. وأكدت أن مدفعية العمالقة، بدأت أمس، في قصف مطار عدن، ومواقع القوات الجنوبية المحيطة به، وأضافت أنه في غضون ذلك، استمرت المعارك العنيفة طوال الـ24 ساعة الماضية، بين قوات معسكر خالد الشمالية، وقوات معسكر صلاح الدين الجنوبية، في المحور الغربي، على امتداد جبهة خرز ـ طور الباحة. وأكد مصدر عسكري شمالي، أن قوات صنعاء، أحرزت تقدماً مهماً على هذه الجبهة، باتجاه منطقة البريقة، غرب مدينة عدن. كما أسقطت طائرتين عمودتين، وأسر طيار.
في 20 مايو قصف لواء العمالقة، بشدة مطار عدن وذلك من مواقعه في منطقة العلم شرقاً، التي تبعد نحو 25 كيلومتراً عن المدينة. ويخوض لواء العمالقة معارك ضارية في جبهة العلم، ويتقدم نحو عدن من الشرق للاستيلاء على مطار عدن.

## حالياً
| اللواء         | التمركز | ملاحظة |
| -------------- | ------- | ------ |
| اللواء 29 ميكا | عمران   |        |